# Carol Castro
Carolina "Carol" Osório de Castro  (Río de Janeiro, 10 de marzo de 1984) es una actriz brasileña. 
La primera novela de su carrera fue "Mulheres Apaixonadas" en el papel de Gracinha, que fue un éxito de público gracias al triángulo amoroso de su personaje con Claudio (Erik Marmo) y Edwiges (Carolina Dieckmann). Y se hizo de la novela Senhora do Destino, y poco después, Bang Bang. En O Profeta, de 2006, permite un excelente rendimiento como la villana Ruth. Su último trabajo en televisión fue en Beleza Pura, en 2008, en un papel cómico de Sheila.
Carol Castro posó para la edición aniversario de Playboy de Brasil de 2008. Más, 
un tribunal de Río de Janeiro ordenó suspender tiradas del número de agosto de la edición brasileña de 'Playboy' después de la polémica levantada por unas fotos en las que la actriz Carol Castro, desnuda, aparece ataviada únicamente con un rosario. Carol Castro, explicó que la intención de la producción fotográfica era la de recrear una escena de "Doña Flor y sus dos maridos". Además, pidió disculpas a los que se sintieron agraviados, y se definió como "católica". Además de la suspensión de la tirada, la editorial de la revista no podrá volver a utilizar las fotografías en anuarios, y se le prohíbe recurrir a elementos religiosos para sus producciones.

## Filmografía

### Telenovelas
| Año       | Título                   | Papel                      |
| --------- | ------------------------ | -------------------------- |
| 2003      | Mujeres apasionadas      | Gracinha                   |
| 2004-2005 | Señora del destino       | Angélica                   |
| 2005      | Bang Bang                | Mercedita Bolívar          |
| 2006-2007 | El profeta               | Ruth Ribeiro de Sousa      |
| 2007      | Os Amadores              | Marta                      |
| 2007      | Circo do Faustão         | Carol Castro               |
| 2008      | Belleza pura             | Sheila Cabral Pinto Soares |
| 2010      | Escrito en las estrellas | Mariana                    |
| 2011      | Dinosaurios & Robots     | Natália De Souza           |
| 2012      | Amor Eterno Amor         | Jacira                     |
| 2013      | Rastros de mentiras      | Sílvia                     |
| 2014      | Vai que Cola             | Marisa                     |
| 2015      | Malhação                 | Olga                       |
| 2015      | Totalmente Diva          | ella misma                 |
| 2016      | Velho Chico              | Iolanda (joven)            |
| 2018-19   | O Tempo Não Para         | Waleska Tibério            |

### Cine
| Año  | Título               | Papel       |
| ---- | -------------------- | ----------- |
| 2003 | O Caminho das Nuvens | Sereia      |
| 2004 | Peligrosa obsesión   | Mariana     |
| 2004 | Um show de verão     | Salete Keli |
| 2011 | Cilada.com           | Mônica      |
| 2012 | Open Road            |             |
| 2013 | O Concurso           |             |

### Teatro
- 2008 - Dona Flor e Seus Dois Maridos .... Dona Flor